# 象来街
象来街，是北京市西城区的胡同，后并入宣武门西大街。象来街同时也是一个地名，所指範圍可包括附近幾條街道。

## 简介
象来街原是宣武门西大街北侧的一条胡同，西通闹市口南街，向东再折向南，通向宣武门西大街。
象来街的得名和旧时设在今新华社社址处的象房有关。明朝在宣武门内西城墙北侧设象房，用来驯养大象。明朝《工部志》记载：“象房，弘治八年修。”明朝张爵《京师五城坊巷胡同集》中提到“宣北坊有驯象所营”，但未提到象来街。清朝朱一新《京师坊巷志稿》记载：“象房桥，西沟沿水由此出水关入护城河。”并提到有条“象来街”，但无其他信息。
中华民国时期陈宗蕃编著的《燕都从考》记载：“自宣武门大街而西，为宣武门内西城根，东曰象房桥，众议院、参议院在焉。众议院今为法学院，参议院今为法政学院。众议院之西，原为大明濠，自宣武门外入水关，南北贯阜成门大街以达于西直门大街之横桥，今由城根至阜成门之一段，已平为马路，曰沟沿大街……自沟沿大街以西象房桥以北为沈家街（《顺天府志》称为温家街），为象来街。”可见象来街在象房桥以北，沟沿大街（今佟麟阁路）以西。
明朝《万历野获编·卷二十四·风俗》中的“六月六日”条记载了象房，其中写道：

【六月六日】六月六日本非令节，但内府皇史宬晒暴列圣实录，列圣御制文集诸大函，则每岁故事也。至于时俗，妇女多于是日沐发，谓沐之则不皋不垢。至于猫犬之属亦俾浴于河，京师象只皆用其日洗于郭外之水滨，一年惟此一度，因相交感，牝仰牡俯，一切如人，嬲于波良中，毕事精液浮出，腥秽因之涨腻，居人他处远汲，必旬日而始澄澈。又憎人见之，遇者必触死乃已。间有点者预升茂树浓阴之中，俯首密窥，始得其情状如此。又象性最警，入朝迟误，则以上命赐杖，必伏而受棰如数，起又谢恩。象平日所受禄秩，俱视武弁有等差，遇有罪贬降，即退立所贬之位，不复敢居故班。排列定序，出入缀行，较人无少异，真物中之至灵者。穆宗初登极，天下恩贡陛见，朝仪久不讲，诸士子欲瞻天表，必越次入大僚之位，上玉色不怡，朝退欲行谴责，赖华亭公婉解之而止。时谓明经威仪，曾群象之不若。象初至京，传闻先于射所演习，故谓之演象所。

而锦衣卫自有驯象所，专管象奴及象只。特命锦衣指挥一员提督之，凡大朝会役象甚多，及驾辇驮宝皆用之，若常朝则止用六只耳。遇有疾病不能入朝，则倩下班暂代，象奴牵之彼房，传语求替，则次早方出。又能以鼻作觱栗铜鼓诸声，入观者持钱畀象奴，如教献技，又必斜睨奴受钱满数，而后昂鼻俯首，鸣鸣出声，其在象房间亦狂逸，至于撤屋倒树，人畜遇之俱糜烂。当其将病，耳中先有油出，名曰山性，发则预以巨缭糜禁之。亦多畏寒而死者，管象房缇帅申报兵部，上疏得旨，始命再验发光禄寺，距其毙已旬余。秽塞通衢，过者避道，且天庖何尝需此残脔。京师弥文，大抵皆然。
大意是说，每年农历六月六日，在北京的大象都被带到城外的水边沐浴，同时交配。自南方进贡来的大象初到北京，便被带到射所（也就是演象所）演习。锦衣卫也设有独立的驯象所，派锦衣指挥一员为提督，由象奴训练大象。举行庆典时，大象被牵至皇宫，有的驾车、有的驮宝。一般的朝会只用6只大象。象房并非完全封闭，只要有钱便可以来看象奴的驯象表演，象奴从观众手中收钱收得足够了，便让大象昂起鼻子，用鼻子发出类似吹奏觱篥、敲击铜鼓的声音。象房的大象有时会发狂。冬天北京寒冷，不少大象被冻死，由于官僚体制的拖延，其尸体很长时间得不到处理而腐烂。
明朝姚旅在《露书》中记载，朝会开始前，大象由象奴带领，有序排列，依次吃送来的草料。待钟鸣鞭响，大象便按爵位高低排成行，等候百官入宫。随后大象们将鼻子相互勾连，守住大门。
《天咫偶闻》记载，“象房，在宣武门内，明之旧也。咸丰已来，滇南久乱，朝班无象者十余年。至同治戊辰，云南底定，缅甸始复贡象七只。余庚辰入都，曾往观之。至甲申春，一象忽疯，掷玉辂于空中，碎之，遂逸出西长安门。物遭之碎，人遇之伤。掷奄人某于皇城壁上如植。西城人家，闭户竟日，至晚始获之。从此象不复入仗，而相继毙矣，京师遂无象。”意思是说，清朝咸丰年间以来，由于云南省连年战乱，在十余年间无象只进贡到北京。到同治七年（1868年）平定云南叛乱后，缅甸又向清朝进贡七只大象。光绪十年（1884年），这七只大象里的一只突然发脾气，将它牵引的“玉辂”（皇帝乘坐的车）甩到空中击碎，跑出西长安门，毁坏财物并伤人，还用鼻子将一名太监卷起，抛到北京皇城的城墙上。住在西城的百姓吓得一天没敢出家门，直到当晚才将这只大象捕获。此后清廷的銮驾停止使用大象，原有大象相继死亡，后来北京的象房里就再无大象了。
过去象来街北侧是平房居民院，南侧不远是北京内城南城墙。1950年代，残破的城墙上长满野草和酸枣，还有各色野花，是象来街孩子们的乐园。城墙以南是护城河，孩子们到护城河里捞鱼虾玩。
中华人民共和国时期，象来街起初仍然沿用，有象来街1号至10号以及甲10号共11个院。不久，象来街被并入宣武门西大街，成为宣武门西大街北侧的一条岔路。象来街上各院的门牌号也都换成了宣武门西大街的门牌号，例如象来街9号院改成了宣武门西大街111号院。随着象来街两侧建起楼房，原先象来街上的老院落只剩下这个宣武门西大街111号院。2012年，宣武门西大街111号院也被拆迁，象来街上已没有老院落和老居民。如今，原象来街的南侧是三栋高层居民楼，楼南便是宣武门西大街的主路；原象来街的北侧是一些多层楼房，驻有几个单位，中段北侧有东智义胡同。
象来街除了是胡同名之外，还逐渐成为这一带的地名，泛指今长椿街路口（即长椿街和宣武门西大街的交叉路口）。1969年地图出版社出版的北京地图上，在今长椿街路口处，是公交9路车终点站“象来街”站。北京地铁一期工程中，曾经决定设象来街站，后来该站定名为长椿街站而未采用象来街站的名称。后来公交10路车在该十字路口处也设有“象来街”站。闹市口大街建成后，2000年代公交10路车改线路，此站迁移到闹市口大街南段的东侧，更名为“长椿街路口北”站。过去以象来街为名的单位很多，后来逐渐减少，最后两个是中国建设银行宣武支行象来街储蓄所（位于西便门内大街55号，天宁寺桥和西便门桥之间的南侧）、象来街招待所（位于宣武门西大街14号楼下，长椿街路口以东，宣武门西大街南侧）。2014年，中国建设银行宣武支行象来街储蓄所也消失了，只剩下象来街招待所一家单位延续使用象来街这一地名。